# Ophthalmolycus amberensis
Ophthalmolycus amberensis är en fiskart som först beskrevs av Tomo, Marschoff och Torno, 1977.  Ophthalmolycus amberensis ingår i släktet Ophthalmolycus och familjen tånglakefiskar. Inga underarter finns listade i Catalogue of Life.